# کارکس (گروه موسیقی)
کارکس (به انگلیسی: Carcass) یک گروه اکستریم متال انگلیسی است که در سال ۱۹۸۵ شکل گرفت و در سال ۱۹۹۵ از هم فروپاشید. اعضای کارکس در سال ۲۰۰۸ با همان ترکیب قدیمی و فقط با تغییر درامر گروه دوباره گردهم آمدند.

## درباره
کارکس در سال ۱۹۸۵ توسط بیل استیر (خواننده و گیتاریست که بعدها در نیپالم دث هم به نوازندگی پرداخت) و کن آون (نوازندهٔ درام) تأسیس شد. در سال ۱۹۸۷ جف واکر (خواننده و بیسیست) به آن‌ها پیوست و مدتی بعد گروه موفق شد با ایرایک رکودرز قرارداد امضا کنند. دو آلبوم اول گروه با نام بوی گند تعفن (۱۹۸۸) و سمفونی‌های مریضی (۱۹۸۹) در زمرهٔ آلبوم‌های کلاسیک ژانر گرایندکور به‌شمار می‌آیند.
از کارکس به‌عنوان یکی از پیشگامان گرایندکور یاد می‌شود. به دلیل اشعار بیمارگونه و طرح‌های وحشت‌آور روی جلد آلبوم‌ها، آثار اولیه این گروه را در سبک اسپلاتر دث متال، هاردگور و گورگرایند هم طبقه‌بندی می‌کنند.

## اعضا

### فعلی
- بیل استیر: گیتار الکتریک، همخوان (۱۹۸۵ تا ۱۹۹۶–۲۰۰۷ تاکنون)
- جف واکر: گیتار بیس، خواننده (۱۹۸۷ تا ۱۹۹۶–۲۰۰۷ تاکنون)
- دن وایلدینگ: درام (۲۰۱۲ تاکنون)

### قبلی
- کن آون: درام (۱۹۸۵ تا ۱۹۹۶)
- سانجیف سامر: خواننده (۱۹۸۶ تا ۱۹۸۷)
- مایکل اموت: گیتار الکتریک (۱۹۹۰ تا ۱۹۹۳ - ۲۰۰۷ تا ۲۰۱۲)
- کارلو رگاداس: گیتار الکتریک (۱۹۹۴ تا ۱۹۹۶)
- دنیل ارلاندسون: درام (۲۰۰۷ تا ۲۰۱۲)
- بن اش: گیتار الکتریک (۲۰۱۳ تا ۲۰۱۸)
- تام دریپر: گیتار الکتریک (۲۰۱۸ تا ۲۰۲۱)

### نوازندگان اجرای زنده
- مایک هیکی: گیتار الکتریک (۱۹۹۳ تا ۱۹۹۴)
- جیمز بلکفورد: گیتار الکتریک (۲۰۲۱ تاکنون)

## ترانه‌شناسی

### آلبوم‌های استودیویی
| عنوان              | سال انتشار |
| ------------------ | ---------- |
| ۱. بوی گند تعفن    | ۱۹۸۸       |
| ۲. سمفونی‌های مریضی | ۱۹۸۹       |
| ۳. نکروتیسیزم      | ۱۹۹۱       |
| ۴. هارت‌ورک         | ۱۹۹۳       |
| ۵. آوازقو          | ۱۹۹۶       |
| ۶. فولاد جراحی     | ۲۰۱۴       |
| ۷. سرخرگ‌های پاره   | ۲۰۲۱       |

### ئی‌پی‌ها
| عنوان                       | سال انتشار |
| --------------------------- | ---------- |
| ۱. جلسات پیل                | ۱۹۸۹       |
| ۲. ابزار کار                | ۱۹۹۲       |
| ۳. ئی‌پی هارت‌ورک             | ۱۹۹۳       |
| ۴. بهبودی جراحی/فولاد مازاد | ۲۰۱۴       |
| ۵. نفرت‌انگیز                | ۲۰۲۰       |

### آلبوم‌های ویدئوی
| نام آلبوم                      | سال انتشار |
| ------------------------------ | ---------- |
| ۱. بیدار شو... و لاشه را بو کن | ۱۹۹۶       |